# Чёрч, Розмари
Розмари Чёрч (англ. Rosemary Church) — журналистка и телеведущая CNN International.

## Биография
Розмари родилась в Белфасте, в Северной Ирландии, жила в Англии и разных частях Австралии. 
Награждена степенью бакалавра искусств по окончании Австралийского национального университета в Канберре и написала дипломную работу по средствам массовой информации и законодательству. На New York Festival за освещение передачи Гонконга Китаю в 1997 году была награждена серебряной наградой, присуждаемой телеведущим. Начала работать в CNN International в августе 1998 году в качестве ведущей мировых новостей.

## Критика и одобрение
30 июля 2006 года в интервью с представителем правительства Израиля Мири Эйсен, во время Второй Ливанской войны, Розмари задала ей вопросы, которые были истолкованы некоторыми как имеющие антиизраильские настроения. Она спросила представителя «позволял» ли Израиль ракетам Хезболлы упасть на Израильскую территорию, отдельно отметив, что у Израиля была возможность сбивать их, хотя в действительности такой возможности у Израиля не было в связи с большим числом ракет. Она также описала «грубые» ракетные удары Хезболлы по Израилю как «минимальные по сравнению с аналогичными атаками Израиля по Ливану» несмотря на то, что атаки Хезболлы унесли жизни 43 граждан Израиля. Для сравнения, удары Израиля стоили жизней 1191 гражданину Ливана. Некоторые, как например блогер Salon.com, похвалили твёрдую тактику Чёрч.